# Med dej i mina armar (sång)
Med dej i mina armar skrevs av Kai Gullmar (musik) och Hasse Ekman (text), och är en sång som spelades in av Sven-Olof Sandberg och utkom på skiva 1940. Den är ledmotiv i filmen med samma namn.
Sången har även sjungits in av bland andra Karin Juel, Vikingarna och Björn Skifs.

### Fotnoter
1. ↑  ”Med dej i mina armar”. Svensk mediedatabas. 26 februari 1940. https://smdb.kb.se/catalog/search?q=med+dej+i+mina+armar+typ%3Afonogram. Läst 18 oktober 2014.